# Załukokoaże
Załukokoaże (ros. Залукокоаже) – osiedle w Rosji, w Kabardo-Bałkarii, w rejonie zolskim. W 2010 liczyło 9859 mieszkańców.